# Мельник Вадим Іванович
Мельник Вадим Іванович (2 травня 1972 , Житомир ) — український правник, колишній голова Бюро економічної безпеки України (2021—2023). Заслужений юрист України. Доктор юридичних наук.

## Життєпис

### Освіта та військова служба
1987 року вступив до Київського суворовського військового училища.
1989-1994 - курсант Харківського вищого військового авіаційного училища радіоелектроніки за спеціальністю «Радіотехнічні засоби», спеціаліст радіоінженер.
З 1994 по 1999 роки — курсовий офіцер факультету радіотехнічних інформаційних систем та радіоелектронної боротьби Харківського військового університету.
У 1995 році вступив до Національної юридичної академії України імені Ярослава Мудрого, де завершив навчання у 2000 році за спеціальністю «Правознавство».
Проходив військову службу у Збройних силах України з 1989 по 1999 роки.

### Кар'єра
З 2005 по 2016 роки працював у слідчих підрозділах податкової міліції, у тому числі:
- 2005—2008 рр. — заступник начальника управління податкової міліції — начальник слідчого управління податкової міліції Сумської області;[4]
- 2008—2011 рр. — керівник слідчих підрозділів податкової міліції Святошинського, Голосіївського районів м. Києва;[1]
- 2011—2013 рр. — начальник управління у складі Головного слідчого управління (ДПС/Міндоходів);[4][5]
- 2013—2014 рр. — керівник слідчого підрозділу податкової міліції Київської області;
- 2014—2016 рр. — начальник Головного слідчого управління фінансових розслідувань Державної фіскальної служби України.[6]
- 2016—2020 рр. — займався викладацькою діяльністю
- 2020—2021 рр. — Голова Державної фіскальної служби України.[7][4][8][9]

У серпні 2021 року став головою Бюро економічної безпеки. У вересні, через місяць після призначення на посаду очільника Бюро економічної безпеки, у ЗМІ з'явилось розслідування про ймовірні порушення процедури під час проведення конкурсу з обрання директора Бюро економічної безпеки, зокрема через те, що до участі в конкурсі не допустили колишнього міністра фінансів Олександра Данилюка.
У жовтні 2022 року депутати з профільних комітетів на спільному засіданні заслухали звіт очільника БЕБ Вадима Мельника — нардепи були невдоволені роботою Бюро. 11 квітня 2023 року звільнений з посади директора Бюро економічної безпеки України. За словами нардепа Ярослава Железняка, Мельник сам подав заяву на звільнення.

### Викладацька та правотворча діяльність
У 2016 році в Харківському національному університеті внутрішніх справ захистив кандидатську дисертацію на тему: «Адміністративно-правовий статус суб'єктів забезпечення економічної безпеки держави».
У 2016—2018 роках перебував на посаді доцента кафедри фінансових розслідувань Університету державної фіскальної служби України.
Є одним із авторів проєкту Закону про Національне бюро фінансової безпеки України № 8157 від 19.03.2018 р.
Протягом 2018—2020 років був викладачем кафедри адміністративного, господарського права та фінансово-економічної безпеки Навчально-наукового інституту права Сумського державного університету.
У 2021 році в Сумському державному університеті захистив дисертацію на тему: «Адміністративно-правові засади організації та функціонування системи економічної безпеки України» та здобув науковий ступінь доктора юридичних наук.

### Юридична практика
У 2016 році став співзасновником юридичної компанії «Правова та економічна безпека».

## Особисте життя
Одружений, має трьох дітей.

## Нагороди
- 2003 — нагрудний знак «Відмінник податкової міліції».
- 2008 — нагрудний знак «10 років слідчим підрозділам ОДПС України».
- 2011 — нагрудний знак «За честь і службу».
- 2016 — заслужений юрист України.[20]